# 변동비대칭
변동비대칭(영어: Fluctuacting Asymmetry)은 생물이 좌우대칭에서 벗어난 정도를 말한다. 변동비대칭은 손가락 길의 좌우대칭처럼 신체 또는 특정 조직에서도 측정할 수 있다. 이 개념은 얼굴 대칭성같은 대칭 개념과 관련있으며, 이를 측정하면 게놈이 완벽하지 못한 환경에서 전달 또는 방해를 받아 정상적 표현형을 성취할지 여부를 알 수 있다. 이는 콘래드 워딩턴이 발생 세분화의 개념을 설명하면서 주장한 내용이다. 이 개념은 진화와 발달 과정에서 매우 중요한 개념이며, 발달 안전성의 근거가 되고 있다.
개인차 연구에서, 변동비대칭은 사회적 우월성, 작업 기억,
지능과 관련이 있었다.

노인의 경우, 얼굴대칭성은 인지적 노화와 관련이 있었다. 또 신체가 대칭적인 개인이 춤을 출 경우 그 춤에 대해 높은 평가를 한다는 증거가 있다. 다윈이 춤이 성적으로 선택된 구애 신호라고 한 주장을 뒷받침한다.

## 같이 보기
- 좌우대칭동물
- 신체적 매력
- 생물학의 대칭

## 주해
1. ↑   탄성이나 스트레스 상황에서도 정상적 발달을 하는 능력